# Städtische Universität für Pflegewissenschaft Kōbe

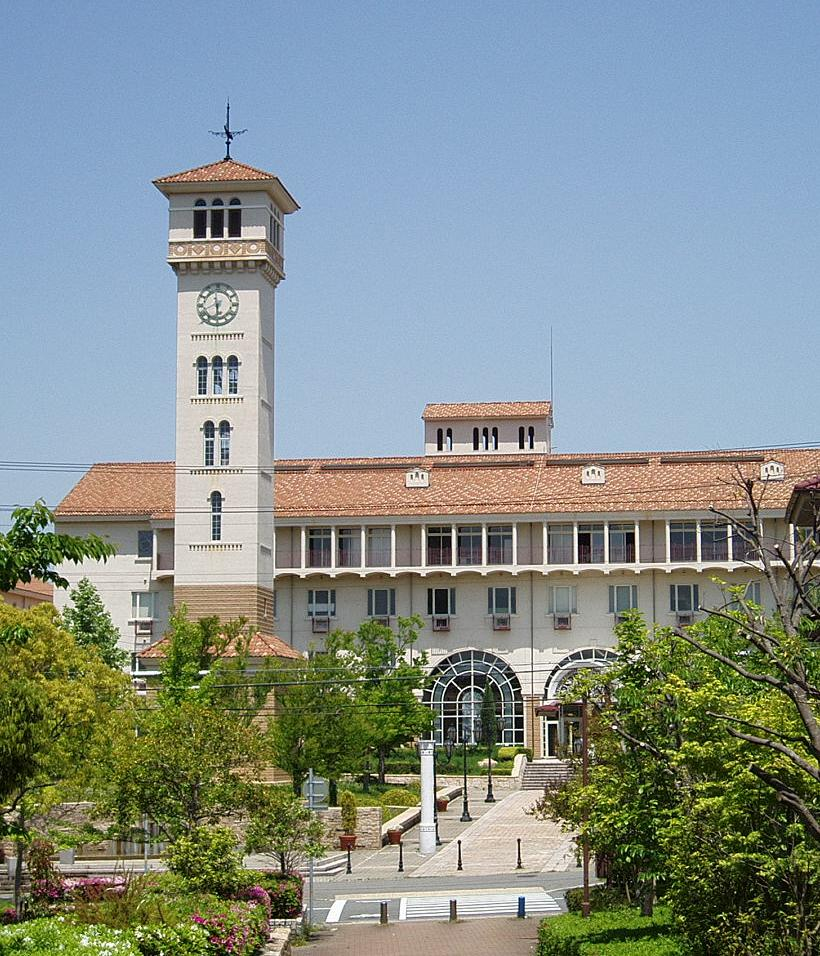
Haupteingang (2008)

Die Städtische Universität für Pflegewissenschaft Kōbe (japanisch 神戸市看護大学 Kōbe-shi kango daigaku, wörtlich „Universität für Pflegewissenschaft der Stadt Kōbe“; engl. Kobe City College of Nursing, kurz: KCCN oder Ichikan (市看/いちかん)) ist eine städtische Universität in Nishi-ku, Kōbe in der Präfektur Hyōgo (Japan).
Der Ursprung der Universität liegt in der 1959 gegründeten Städtischen Höheren Krankenpflegeschule Kōbe (神戸市立高等看護学院 Kōbe-shiritsu kōtō kango gakuin). 1981 entwickelte sie sich zur Städtischen Kurzuniversität für Pflegewissenschaft Kōbe (神戸市立看護短期大学, Kōbe-shiritsu kango tanki daigaku), 1996 dann zur 4-jährigen Städtischen Universität für Pflegewissenschaft Kōbe. 2000 richtete sie die Graduiertenschule (Masterstudiengang) ein, 2006 dann den Doktorkurs.

## Fakultäten
- Fakultät für Pflegewissenschaft